# Pico da Bagacina
O Pico da Bagacina é um grande cone vulcânico localizado no interior da ilha Terceira, arquipélago dos Açores.

## Descrição
Este acidente montanhoso encontra-se geograficamente localizado no interior da ilha Terceira, eleva-se a 638 metros de altitude acima do nível do mar e encontra-se intimamente relacionado com Maciço Montanhoso da Serra de Santa Bárbara, do qual conjuntamente com a própria Serra de Santa Bárbara faz parte.
É formada por lavas e bagacinas mais ou menos recentes em termos geológicos que se estenderam por vários pontos da ilha, é uma das principais zonas de criação do gado bravo usado nas touradas.
Esta formação geológica localizada no Centro da ilha Terceira tem origem num cone adjacente ao grande vulcão de Santa Bárbara e tem escorrimento de águas pluviais para o interior da ilha e deve a sua formação geológica a irrompimentos lávicos e a escórias vulcânicas.
Este conjunto montanhoso e formador de parte importante do interior da ilha e eleva-se em diferentes cotas de altitude, tendo o ponto mais elevado na Serra de Santa Bárbara a 1021 metros acima do nível do mar.